# Cethosia cyane
Cethosia cyane är en fjärilsart som beskrevs av Dru Drury 1770. Cethosia cyane ingår i släktet Cethosia och familjen praktfjärilar. Inga underarter finns listade i Catalogue of Life.

## Bildgalleri

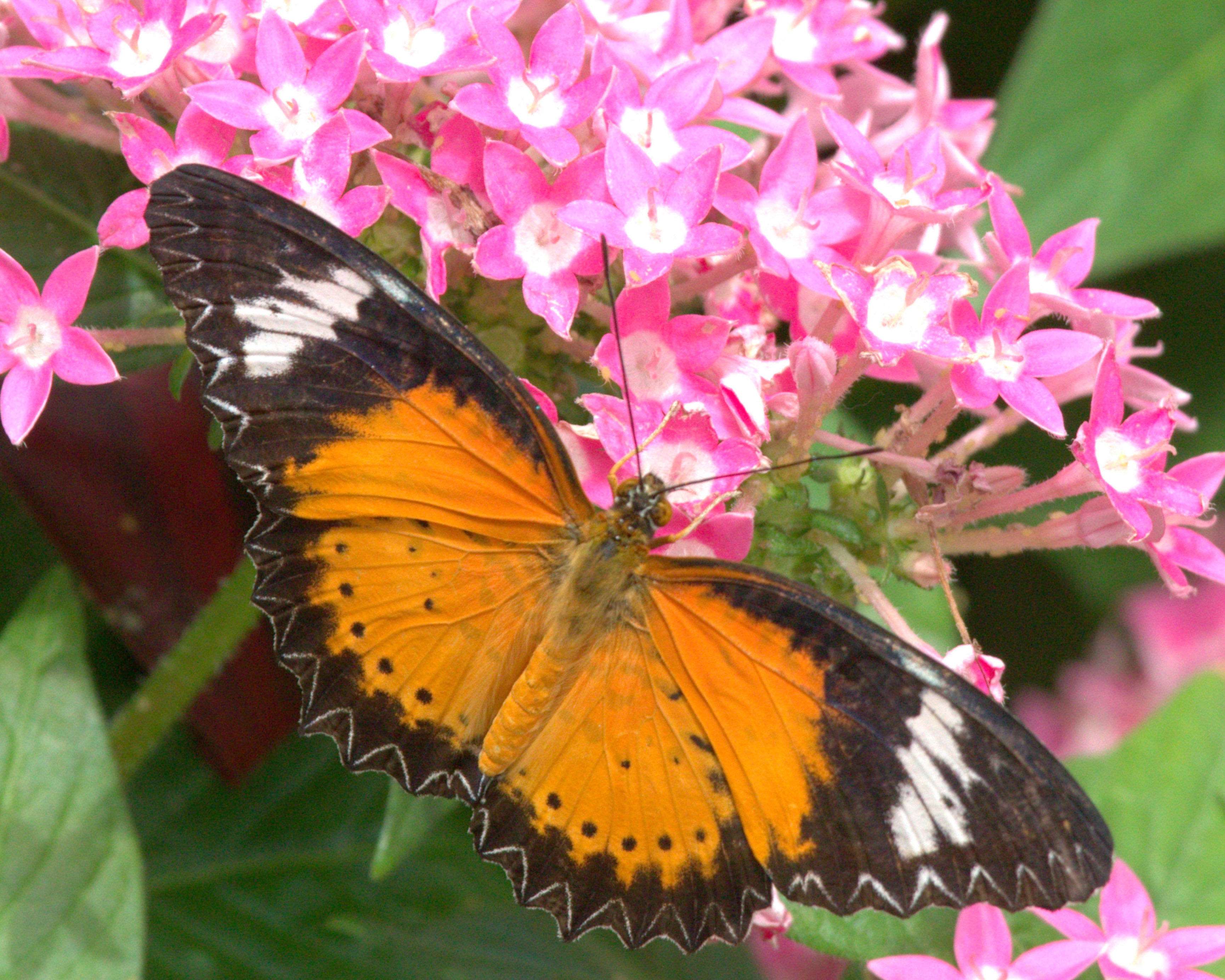
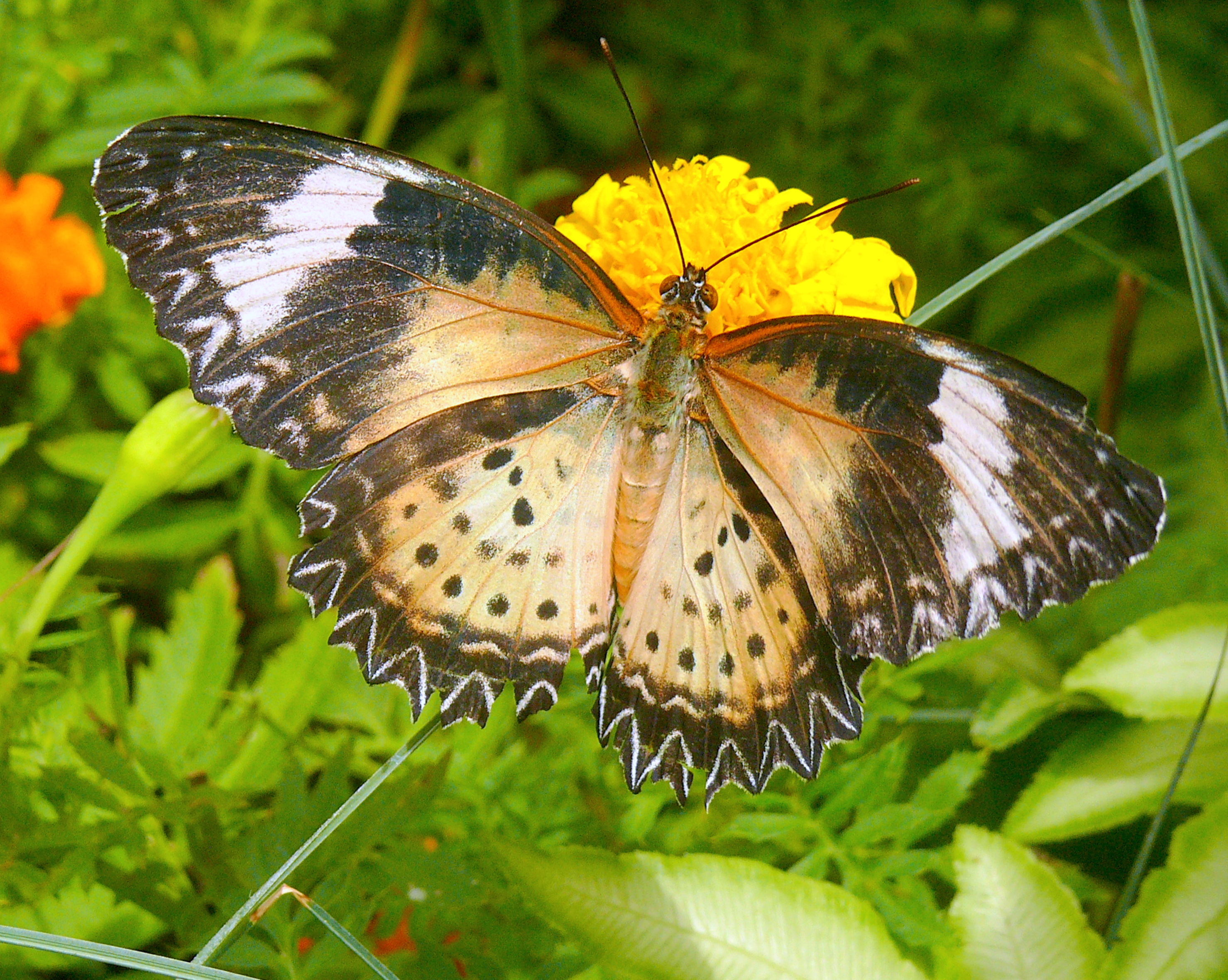